# Giulio Minoletti

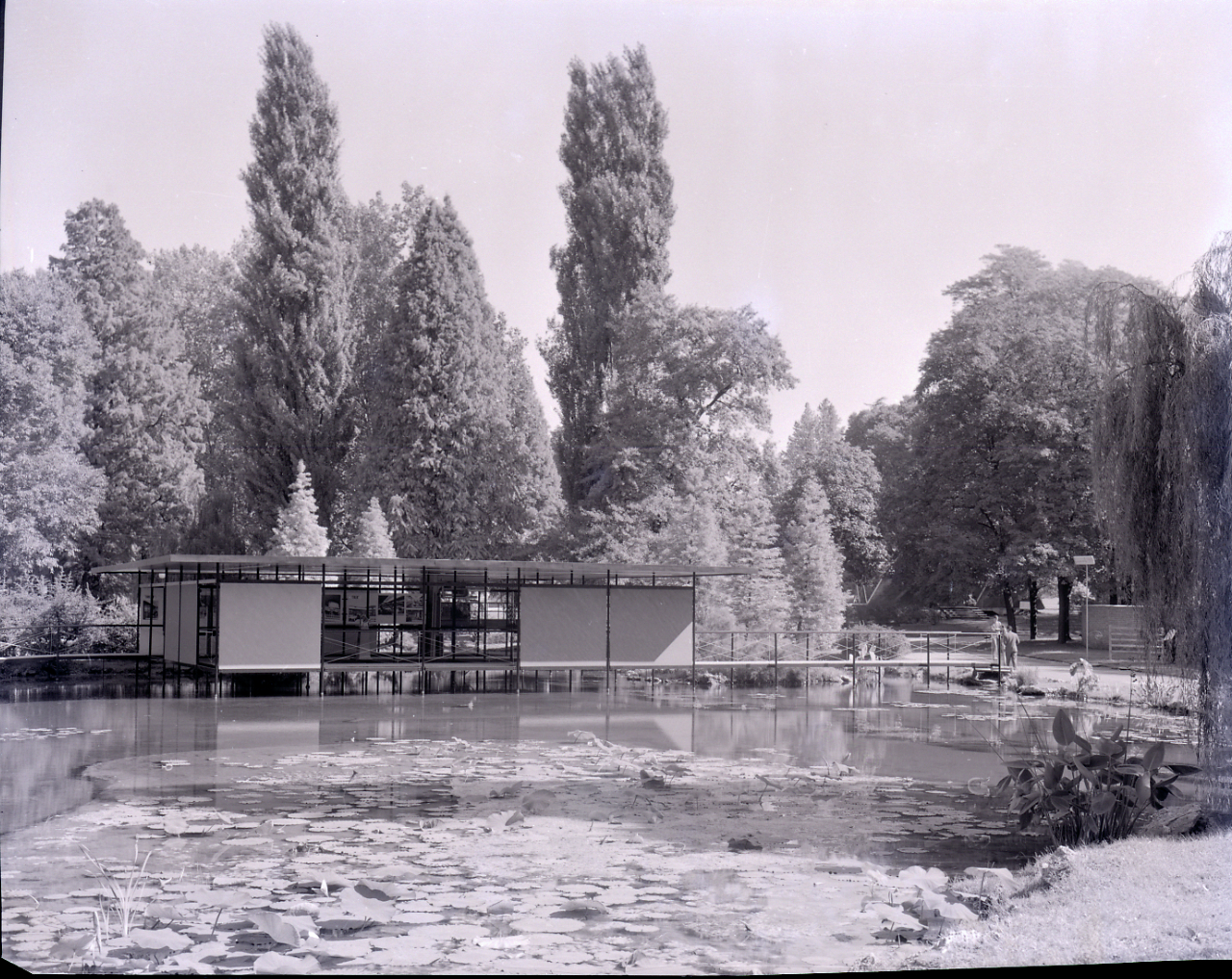
Milano, X Triennale: padiglione "Finmare - Finmeccanica" allestito presso il Parco Sempione su progetto di Giulio Minoletti, Mario Tevarotto e Renzo Zavanella. Foto di Paolo Monti, 1954

Giulio Minoletti (Milano, 19 aprile 1910 – Milano, 14 gennaio 1981) è stato un urbanista, architetto e designer italiano.

## Biografia
Nato a Milano, Giulio Minoletti ha svolto attività professionale in campo urbanistico, architettonico e dell'industrial design. Si laurea nel 1931 alla scuola superiore di architettura del Regio Istituto Tecnico Superiore, in seguito chiamato Politecnico di Milano; dal 1933 al 1949 è incaricato di Architettura e Composizione architettonica al Politecnico di Milano; nel 1947 fa parte della Commissione Edilizia e delle Commissioni del Piano regolatore della Città di Milano, dell'Istituto Nazionale di Urbanistica dalla sua fondazione e della giuria permanente per l'assegnazione del Compasso d'Oro dell'associazione per il disegno industriale.  Dal 1948 è membro del comitato direttivo del centro Studi per l'Abitazione istituito in seno al consiglio Nazionale delle Ricerche; dal 1953 al 1955 è presidente dell'MSA (Movimento Studi per l'Architettura). Premiato con medaglia d'oro a tutte le Triennali di Milano e con il Gran Premio dell'Architettura al'XI Triennale, rappresenta l'Italia nel 1956 in seno alla commissione internazionale per la sistemazione delle Nazioni unite a Ginevra. È protagonista dei principali concorsi degli anni '30, come il concorso nazionale Falck per grandi magazzini di vendita a struttura d'acciaio e il concorso per il Palazzo dell'Acqua e della Luce (1940 con F. Albini, I. Gardella, G. Palanti, G. Romano e con lo scultore Lucio Fontana); partecipa alla redazione del progetto "Milano verde" con Albini, Gardella, Romano, Palanti e Predaval. Tra le principali opere milanesi INA Casa al QT8 negli anni '50 con Maurizio Mazzocchi e Giò Ponti, la Casa del Cedro (via Fatebenefratelli, 1951)  il Palazzo di Fuoco di piazzale Loreto nel 1959 con l'ingegnere Giuseppe Chiodi. Nell'edificio a "ville sovrapposte "in Corso di Porta Romana progetta la sua abitazione agli ultimi due piani.
La Mensa per gli impiegati Pirelli alla Bicocca del 1956, progettata con Chiodi e Valtolina, segna il passaggio alla modernità della ristorazione industriale.
Nel 1953 è vincitore del concorso per la trasformazione della stazione centrale di Milano e nel 1956 per la realizzazione della stazione Garibaldi che viene poi realizzata.
Negli anni '40 e '50 si occupa di disegno industriale, settore trasporti per le officine Breda: dal Settebello del 1949 agli elettrotreni E420, l'aereo civile italiano Breda Zappata ed è tra gli architetti d'interni per le navi italiane Andrea Doria, Cristoforo Colombo, Leonardo da Vinci e Africa (dal '52 al 59).
Di rilevanza sono i progetti per il Blocco Bagno (1950) e la prefabbricata Capanna Minolina.
Negli anni successivi il suo lavoro si concentra specialmente nell'edilizia privata, in Francia nella sistemazione della Baia Mentone Ovest e in Sicilia negli anni '70 (Grand Hot Capo Taormina e Condominio) e successivamente, il complesso turistico Portorosa, di Furnari, in Provincia di Messina, caratterizzato da ville, immerse nel verde, che si affacciano sui canali navigabili del più grande porto turistico siciliano.
Muore a Milano nel 1981.

## Opere
Opere di industrial design:
- 1947 treno ETR 300 detto "Settebello"
- 1948 interni dell'aeroplano Breda Zappata
- 1950 Blocco bagno
- 1953 studio di automobile con tetto rigido scorrevole sul pianale dell'Alfa 1900

Settore navale
- 1952 interni navi "Africa".

Transatlantico "Andrea Doria" della Società Italia (1952): allestimento delle tre piscine e delle tre verande.
- 1954 interni della nave "Cristoforo Colombo"
- 1959 interni della nave Leonardo da Vinci.

Edilizia privata e pubblica
- 1933 PRG della città di Busto Arsizio in collaborazione con Silvio Gambini, Paolo Mezzanotte, Michele Castiglioni e Granelli
- 1933 Casa d'abitazioni a Milano in piazzale Istria. In collaborazione con l'Ing. Marescotti
- 1936 Colonia climatico-balneare a Formia
- 1940 "Casetta di fine settimana per uno scapolo" a Varenna (Lago di Como)
- 1942 " Casa del Fascio a Gallarate-oggi in degrado e abbandono
- 1946 Sartoria Caraceni a Milano
- 1951 e 1957 Milano, Casa del Cedro. Due costruzioni (abitazioni e uffici) all'angolo tra Via Fatebenefratelli e Via Cernaia
- 1951 Piscina di Ettore Tagliabue a Monza con scultura in ceramica rossa di Lucio Fontana
- 1952 Sede della Società Liquigas in Corso Venezia
- 1953 Complesso Edilizio in Piazza Borromeo
- 1953 Concorso per la trasformazione della Stazione Centrale di Milano (primo premio)
- 1955 Parziale ricostruzione e ingrandimento di Palazzo Belgioioso a Milano
- 1956 Mensa Pirelli in Bicocca. La progettazione mirava a creare un intervallo lavorativo di luce e verde.
- 1956 Concorso (e realizzazione)  per la Stazione di Milano Porta Nuova - Le Varesine (primo premio)
- 1959 "Palazzo di Fuoco" in Piazzale Loreto a Milano
- 1959 "Ville sovrapposte nel giardino di Arcadia", Corso di Porta Romana a Milano
- 1959 Hotel du Lac, albergo a Riva del Garda
- 1965-1970 Casa Albergo in via Bertani a Milano[2]